# Farley (Staffordshire)
Farley es una parroquia civil y un pueblo del distrito de Staffordshire Moorlands, en el condado de Staffordshire (Inglaterra).

## Geografía
Según la Oficina Nacional de Estadística británica, Farley tiene una superficie de 8,7 km².

## Demografía
Según el censo de 2001, Farley tenía 153 habitantes (48,37% varones, 51,63% mujeres) y una densidad de población de 17,59 hab/km². El 13,73% eran menores de 16 años, el 77,12% tenían entre 16 y 74, y el 9,15% eran mayores de 74. La media de edad era de 43,18 años. Del total de habitantes con 16 o más años, el 25% estaban solteros, el 63,64% casados, y el 11,36% divorciados o viudos.
El 98,08% de los habitantes eran originarios del Reino Unido y el 1,92% del resto de países europeos. Todos los habitantes eran blancos. El cristianismo era profesado por el 83,01%, mientras que el 14,38% no eran religiosos y el 2,61% no marcaron ninguna opción en el censo.
Había 61 hogares con residentes, 8 vacíos, y 3 eran alojamientos vacacionales o segundas residencias.